# Conus furvoides
Espèce
Conus furvoides est une espèce fossile de mollusques gastéropodes marins de la famille des Conidae.

## Taxonomie

### Publication originale
L'espèce Conus furvoides a été décrite pour la première fois en 1873 par le paléontologue américain William More Gabb (1839-1878).